# Erich Klug
Erich Klug (* 23. Februar 1941 in Marialinden; † 7. Februar 2011 in Hannover) war ein deutscher Veterinärmediziner.

## Leben

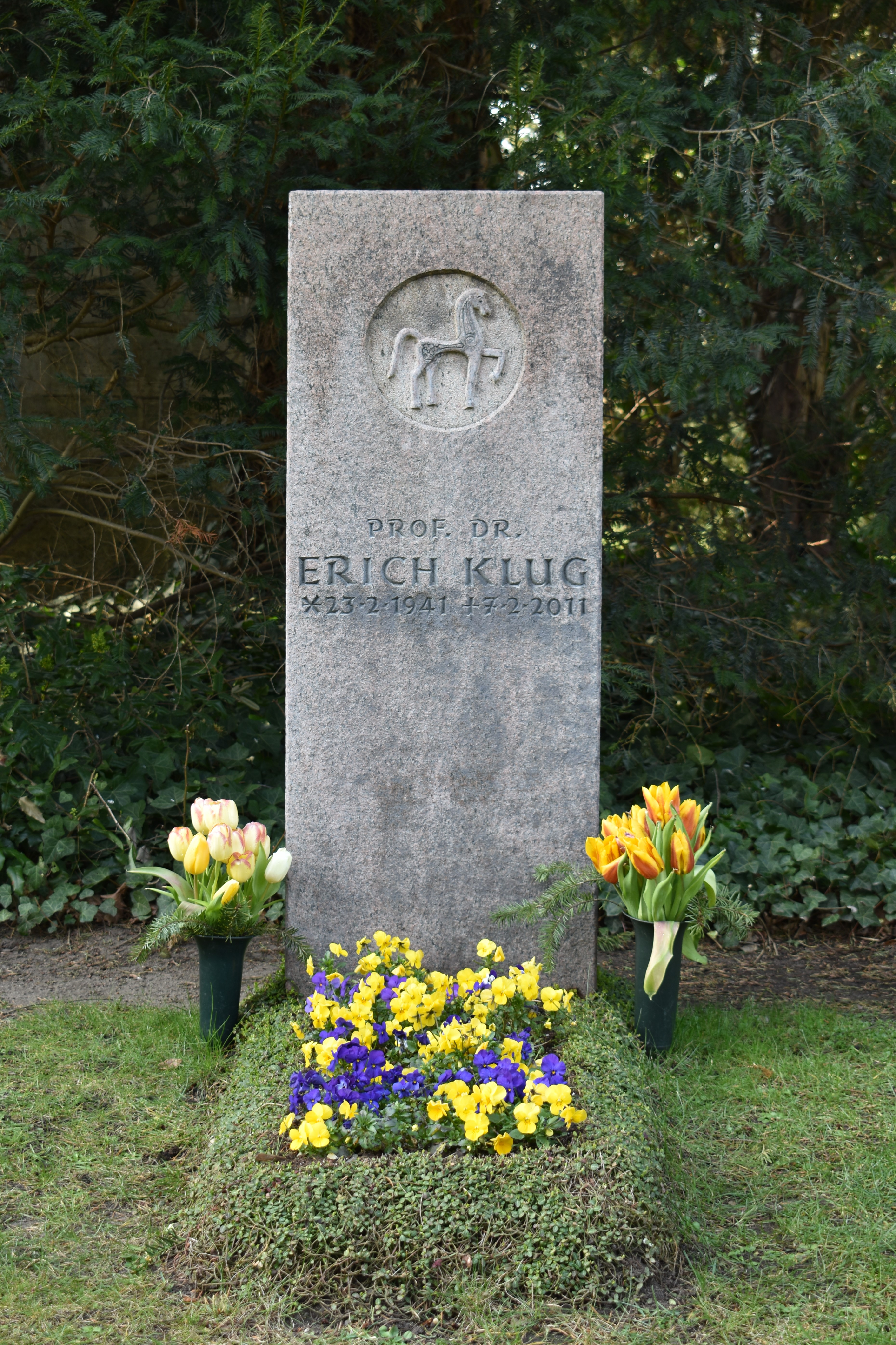
Grabmal von Erich Klug auf dem Stadtfriedhof Engesohde

Klug war der Sohn eines Landwirts und leitete nach dem Abschluss seiner landwirtschaftlichen Ausbildung dessen Hof. Nach seinem Abitur 1963 studierte er mit einem Stipendium der Studienstiftung des deutschen Volkes Veterinärmedizin  an der Tierärztlichen Hochschule Hannover. In dieser Zeit war er wissenschaftlicher Mitarbeiter am Institut für Europäische Geschichte. 1968 schloss er sein Studium ab. 1969 wurde er zum Dr. med. vet. promoviert. 1982 folgte die Habilitation. Er war Fachtierarzt für Reproduktionsmedizin und Professor für die Fachgebiete Andrologie, Gynäkologie, Geburtshilfe und Neonatologie des Pferdes an der Stiftung Tierärztliche Hochschule Hannover.

## Auszeichnungen
- Oskar-Röder-Ehrenplakette der Universität Leipzig
- Bielanski-Gedächtnismedaille der Universität Krakau